# Kościół św. Jana Chrzciciela we Lwowie
Kościół św. Jana Chrzciciela – dawny kościół rzymskokatolicki znajdujący się we Lwowie przy Starym Rynku 1, u podnóża Wysokiego Zamku. 
Zbudowany w stylu gotyckim w 2. połowie XIV wieku, przebudowany w XIX wieku. Po 1945 zamknięty i przeznaczony na magazyn. W 1993, w kilka lat po odzyskaniu przez Ukrainę niepodległości, w kościele ulokowano Muzeum Zabytków Starożytnego Lwowa, jako placówkę Lwowskiej Galerii Sztuki.

## Historia
Kościół św. Jana Chrzciciela zbudowano w 2 poł. XIV w., co wykazały to badania archeologiczne przeprowadzone w roku 1978 i w latach 1984-1985. Został wzniesiony z cegły jako gotycka, jednonawowa świątynia na planie prostokąta o wymiarach 8 x 6 m. We wnętrzu zachowało się gotyckie obramienie krzyżowego okna na osi, które jest charakterystyczne dla zaawansowanej fazy gotyku z XIV wieku. Na metrykę tę wskazuje także trójboczny rzut absydy. Apsydy boczne w formie wnęk wybranych w ścianie wschodniej nawy oraz łuki w ośli grzbiet wsparte na profilowanych impostach znajdują analogię do arkad prowadzących do wąskich pomieszczeń po bokach absydy środkowej katedry ormiańskiej we Lwowie wzniesionej po 1363 r. Najstarszy dokument odnoszący się do kościoła św. Jana pochodzi z 1371 r. i dotyczy nadania wsi Hodowica dla zakonników ormiańskich działających przy kościele. Z 1375 roku pochodzi wiadomość o biskupie kijowskim Jakubie, rezydującym w ormiańskim klasztorze przy kościele św. Jana. Dane te wskazują, że kościół św. Jana powstał przypuszczalnie między rokiem 1363 a 1371. Półkoliste łuki na elewacjach (zrekonstruowane w latach 80. XX wieku na wzór wcześniej istniejących) także wskazują na związki kościoła z architekturą ormiańską. Dodatkowo na jednym z ciosów elewacji wschodniej zachował się ormiański krzyż wotywny, mający analogię w katedrze ormiańskiej we Lwowie. Wskazane dokumenty także potwierdzają XIV wieczną metrykę świątyni, co uzyskało potwierdzenie podczas badań architektonicznych. Kościół znajdował się poza murami miejskimi na terenie dzielnicy ormiańskiej. 
W 1405 roku jako posiadacz wsi Hodowica występuje oficjał Jakub, rektor szpitala św. Ducha we Lwowie. W 1415 roku kościół stanowił prebendę kanonika kapituły łacińskiej, a okolica kościoła zamieszkana przez Ormian została przekształcona w jurydykę, którą król Władysław Jagiełło przeniósł na prawo ormiańskie. Kościół św. Jana Chrzciciela uzyskał status prepozytury, którą w 1415 arcybiskup lwowski, Jan Rzeszowski wcielił do kapituły metropolitalnej, nadając jednocześnie status prebendy. W 1427 roku ormiańscy bracia z klasztoru św. Mikołaja w Kaffie wystąpili do papieża z supliką w sprawie zwrotu kościoła św. Jana, który uważali za swoją własność. W poł. XV w. prebenda świętojańska została połączona z prałaturą dziekana lwowskiego, którą w 1517 również włączono do kapituły metropolitalnej.
XVII wiek zapisał się w historii kościoła jako czas sporu gminy lwowskiej z kapitułą o patronat. Budynek kościelny stawał się coraz bardziej zaniedbany. Wokół niego, w miejsce ormiańskiej, zaczęła osiedlać się ludność żydowska.
W 1799 kościół został zniszczony przez pożar i do 1836 pozostawał w ruinie. W roku następnym podjęto jego odbudowę, ale była ona przeprowadzona w sposób niefachowy. Wtedy właśnie wzniesiono nową wieżyczkę z sygnaturką. Również w 1855 r. kościół był remontowany, ale i to niewiele mu pomogło. W 1861 koło kościoła wzniesiono dzwonnicę. W 1869 roku wzmocniono sklepienia. 
Do poprawy sytuacji przyczynił się zainicjowany przez ks. Stanisława Korzeniowskiego remont i zakrojona na szeroką skalę rekonstrukcja przeprowadzona w latach 1886-1887 pod kierunkiem Juliana Zachariewicza. Usunięto dawną kruchtę, a na jej miejscu wzniesiono nową obszerniejszą z aneksami bocznymi, rozebrano szczyt elewacji i wykonano nowy z trzymetrowej średnicy rozetą. Pogrubiono mury absydy oraz przemurowano szczyt wschodni nawy. Wszystkie elewacje otrzymały artykulację  w cegle w postaci lizen i fryzów arkadkowych. Sygnaturkę przeniesiono ze środka dachu na szczyt prezbiterium. Rozebrano dzwonnicę i zbudowano nową, zawieszając w niej dzwon z 1697. Wówczas to kościół i jego wnętrze otrzymały formę neoromańską, którą uważano za najodpowiedniejszą dla połowy XIII wieku, kiedy to, jak wtedy błędnie sądzono, kościół powstał. 
Wspomniane wyżej badania wykazały, że przypisywane Konstancji węgierskiej, żonie księcia Lwa osadzenie pierwszych dominikanów we Lwowie już w XIII nie znalazło potwierdzenia ani w faktach historycznych, ani nie wskazują na to badania architektoniczne, które potwierdzają, że kościół powstał w 2 poł. XIV wieku przypuszczalnie dla wspólnoty ormiańskiej. Na podstawie badań nie ma dowodów, że kościół istniał przed 2 poł. XIV wieku. W latach 1947–1978 kościół był użytkowany przez szpital. W latach 1989–1992 zburzono aneks południowy i zrekonstruowano część wystroju na elewacji. W 1993 roku w kościele otwarto oddział Lwowskiej Galerii Sztuki.
W kościele zachowało się kilka XVII-wiecznych obrazów. 
We wnętrzu znajdował się neoromański ołtarz główny wykonany przez Jana Wojtowicza w 1911 roku. Organy ufundował Roman Ducheński, a wykonano je w jego warsztacie w 1856 roku.

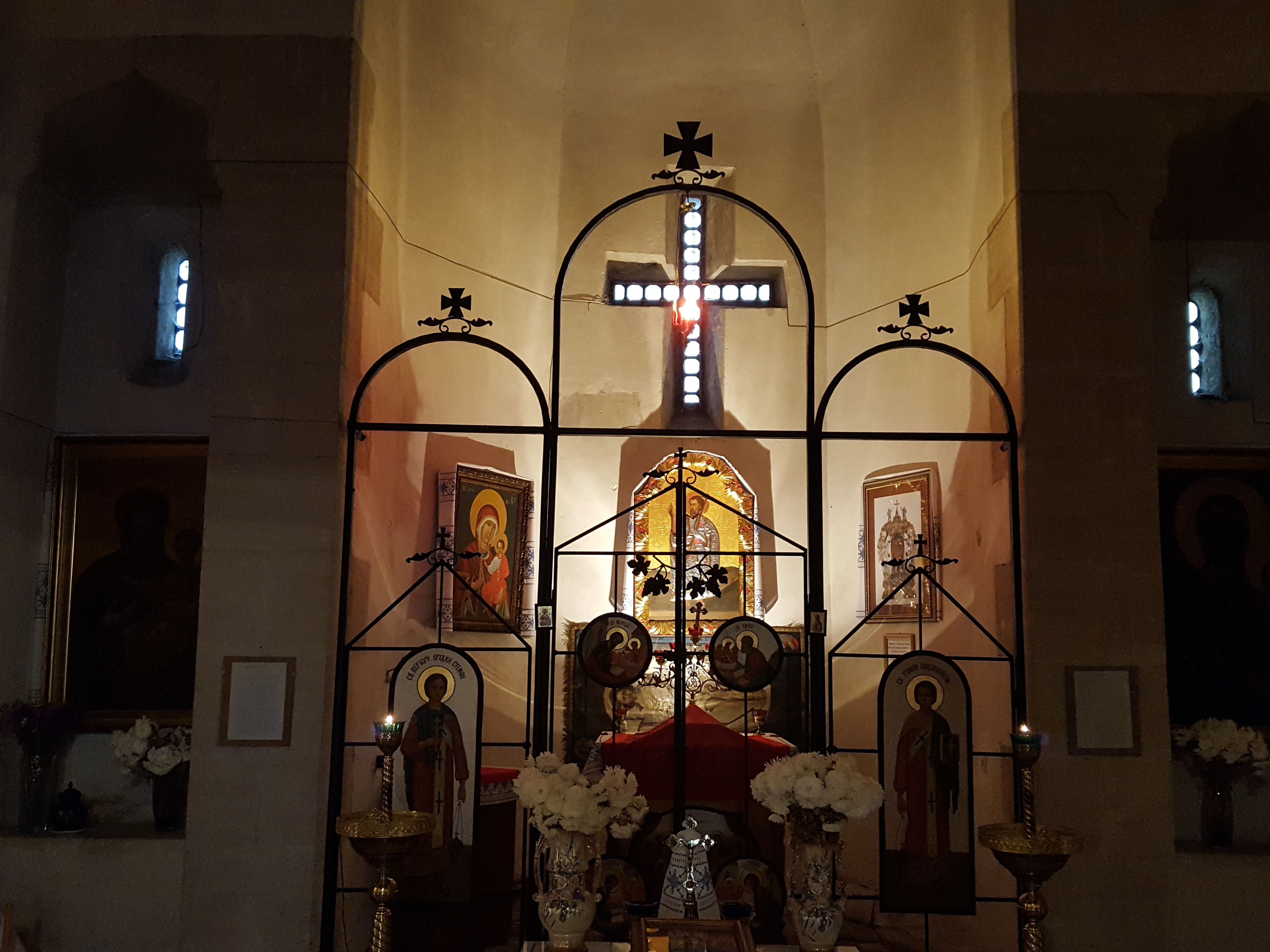
Prezbiterium
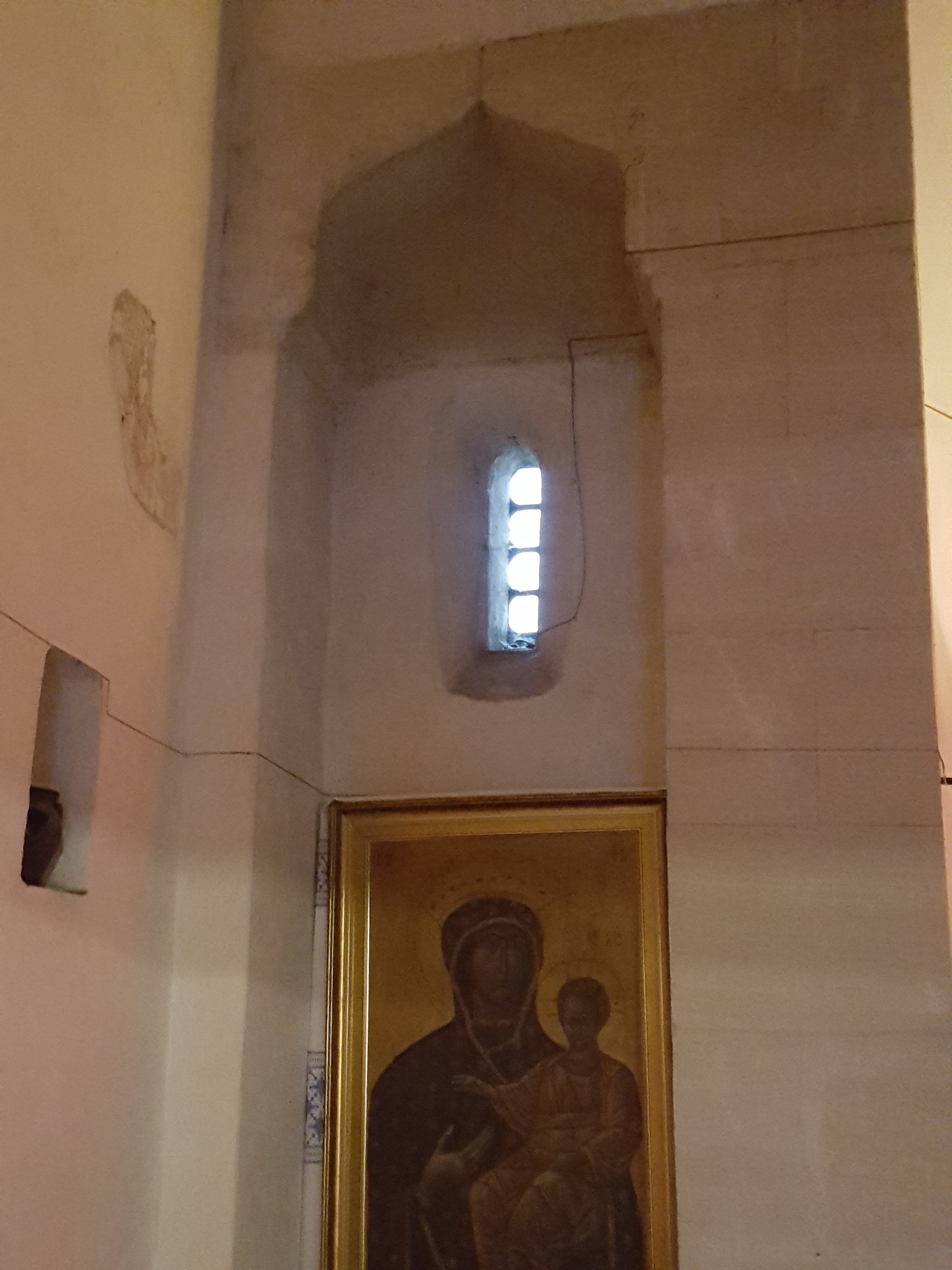
Łuki w ośli grzbiet wsparte na profilowanych impostach z XIV wieku
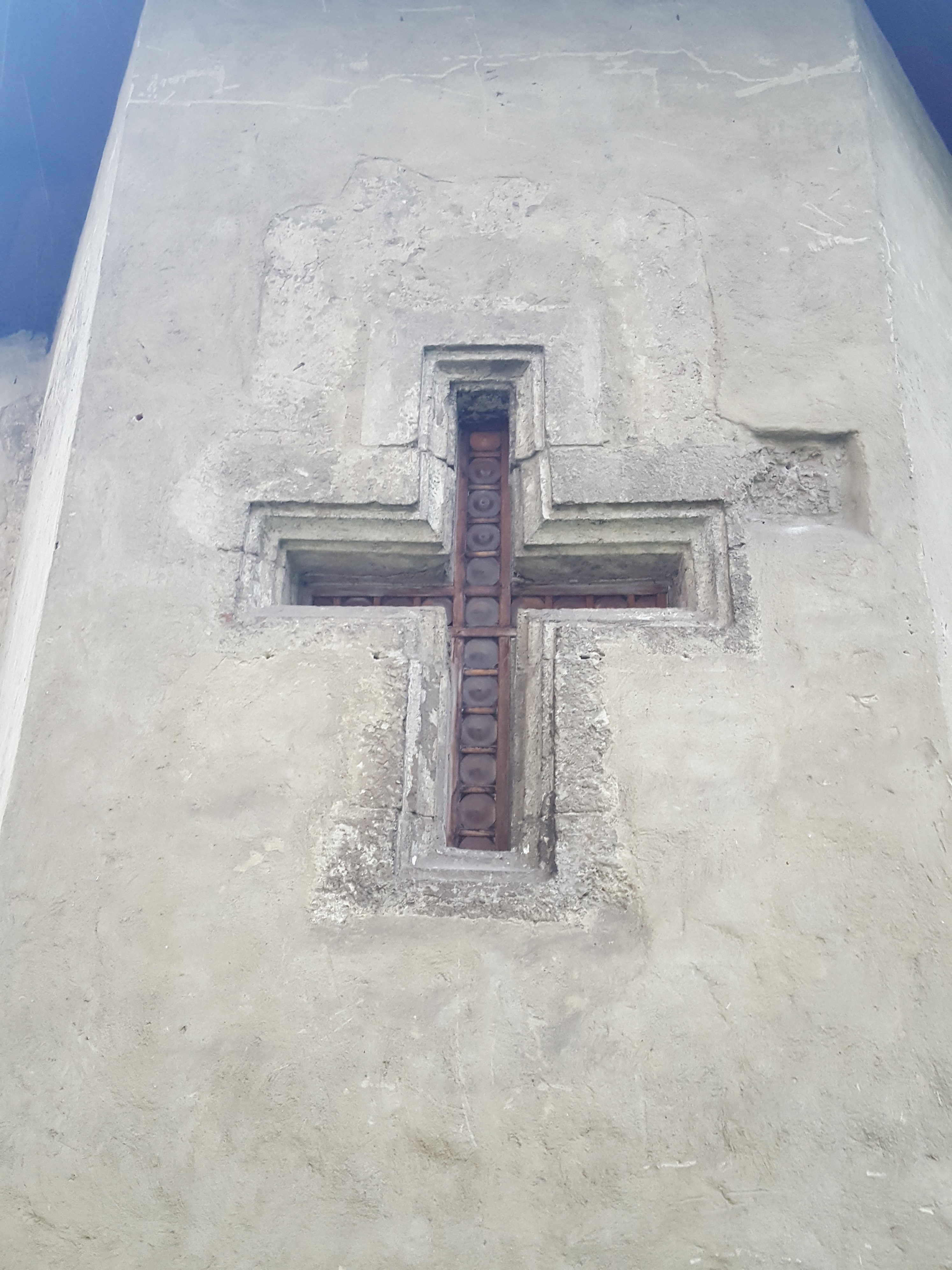
Krzyżowe okno z połowy XIV wieku